# Sånglärkan 7

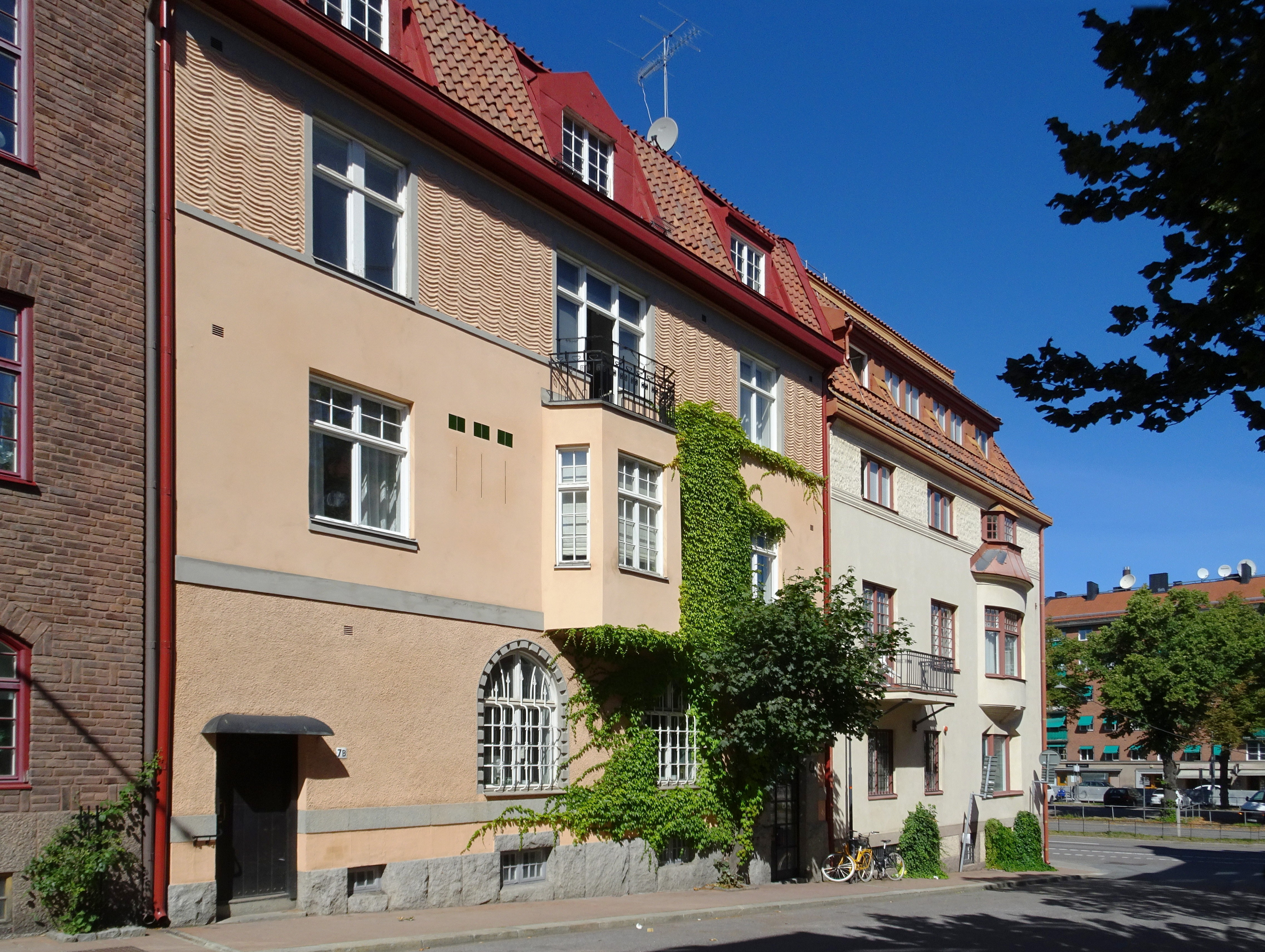
Sånglärkan 7 (gula huset i mitten). Till höger syns Per Olof Hallmans villa Sånglärkan 6, augusti 2022.

Sånglärkan 7 är en kulturhistoriskt värdefull före detta villabyggnad i kvarteret Sånglärkan i Lärkstaden på Östermalm i Stockholm. Denna stadsvilla vid Baldersgatan 7 ritades och uppfördes 1911–1913 för teater- och filmmannen Anders Sandrew. Fastigheten är grönmärkt av Stadsmuseet i Stockholm vilket innebär "särskilt värdefull från historisk, kulturhistorisk, miljömässig eller konstnärlig synpunkt".

## Bakgrund

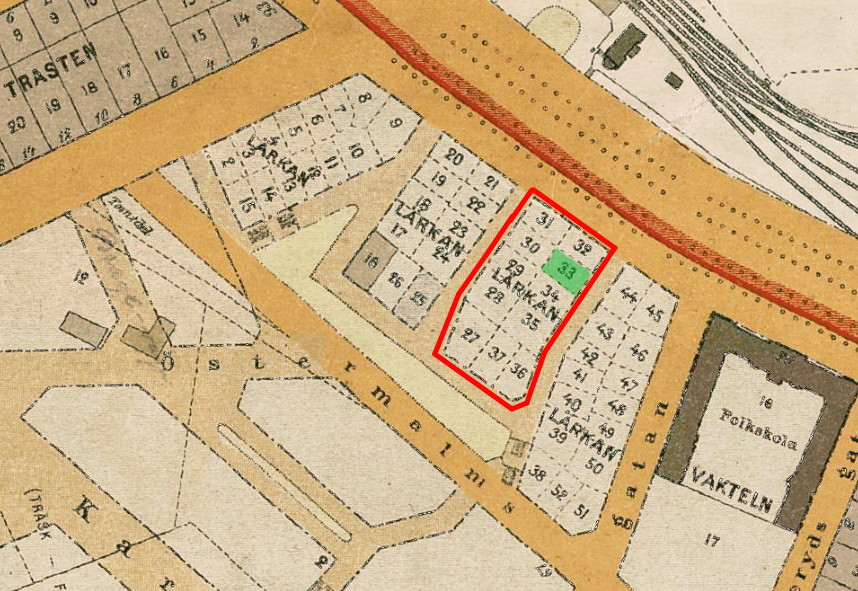
Före detta kvarteret Lärkan 1909 med nuvarande Sånglärkan 7 (grön)

Lärkstadens stadsplan upprättades av stadsplaneraren Per Olof Hallman. Hans avsikt var att skapa en villastad på ett förut obebyggt, ödsligt och bergigt område. Lärkstadens stadsvillor hade en rad kända personer som byggherrar, bland dem Hallman själv som byggde sin villa på fastigheten Sånglärkan 6. Hans granne kom att bli teater- och filmmannen Anders Sandrew. År 1911 förvärvade Anders Andersson (som han då hette officiellt) tomten nr 33 i kvarteret Lärkan, sedermera namnändrad till Sånglärkan 7 och lät där bygga sin stadsvilla. Huset ritades av arkitekt Axel Andersson och uppfördes av byggmästaren och byggnadsingenjören Ivar Siösteen.

## Byggnadsbeskrivning

### Exteriör
Stadsvillan Sånglärkan 7 uppfördes i tre våningar med inredd vind under ett högt brutet sadeltak. Fasaderna utfördes putsade med en tredelning på höjdled. I höjd med bottenvåningen användes spritputs, i höjd med våning 1 trappa slätputs och i höjd med våning 2 trappor ritsades putsen som fick vågmönster. Sockeln och portalen består av natursten. Stilen är nationalromantisk med inslag av jugend, exempelvis genom några i fasaden infällda kakelplattor. Mot gatan och våning 1 trappa dominerar ett burspråk som avslutas upptill med en balkong. Till huset hörde även in mindre trädgård.

### Interiör
Huset har en nästan kvadratisk plan. På bottenvåningen samlades rum för portvakt och husherrens kombinerade biljardrum med bibliotek. Våning 1 trappa var representationsvåningen med salong (med burspråk), matsal, herrum och kök. På 2 trappor låg flera sovrum, barnkammare, gästrum och badrum. På vindsplanen hade Sandrew sitt kontor med ateljé och tre rum för ”tjänare”. 
Sandrew bodde bara kort tid på Sånglärkan 7. 1914 uppges överstelöjtnant Carl August Bäckström som ägare. På 1950-talet utfördes en större ombyggnad och modernisering av samtliga plan, då delades huset upp till fem
lägenheter. Idag har huset två adresser: Baldersgatan 7A och 7B. På 7B har Skeppar Karls salong sin konsertlokal.

Originalritningar från 1911
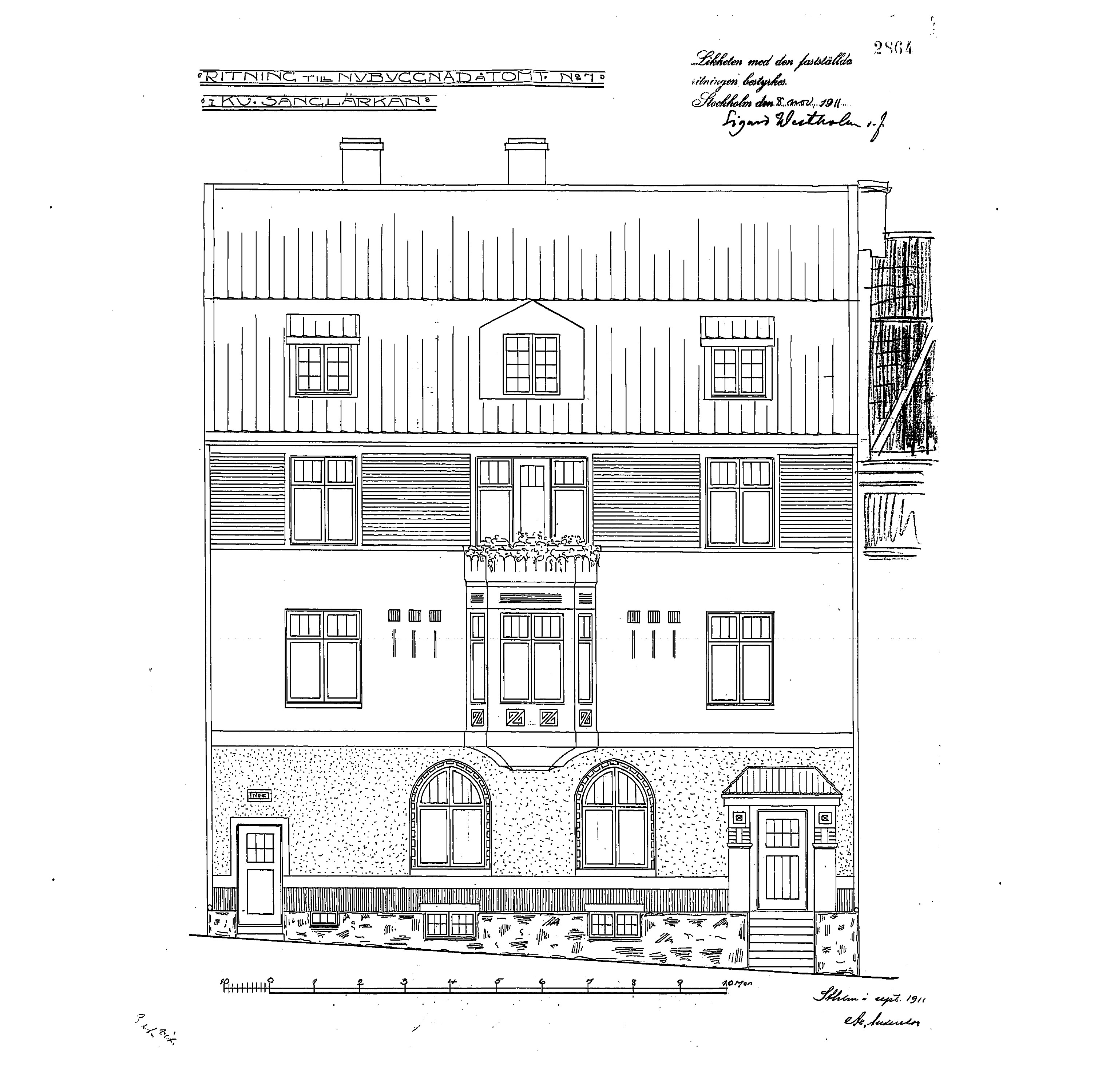
Fasad.
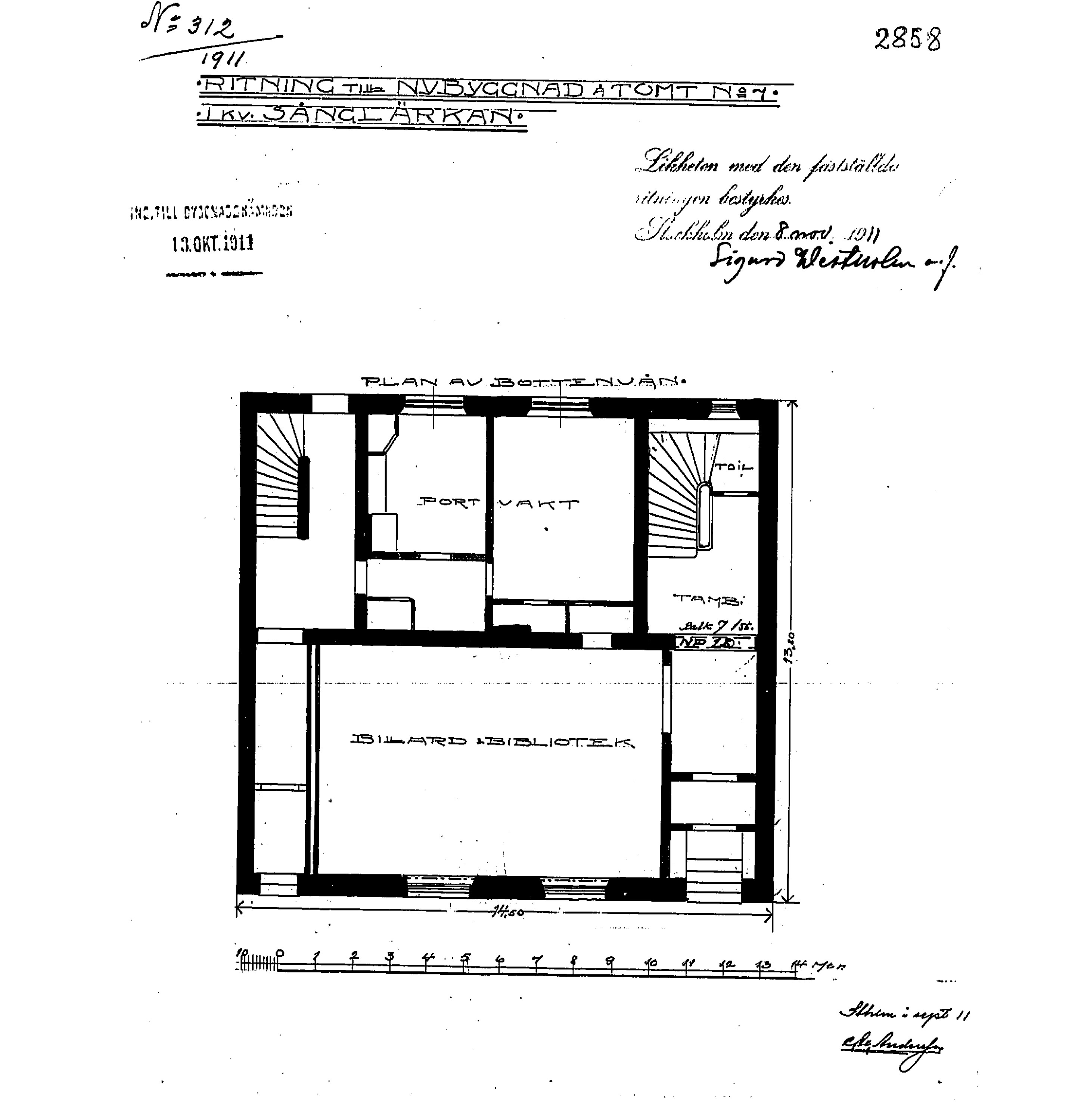
Bottenvåning.
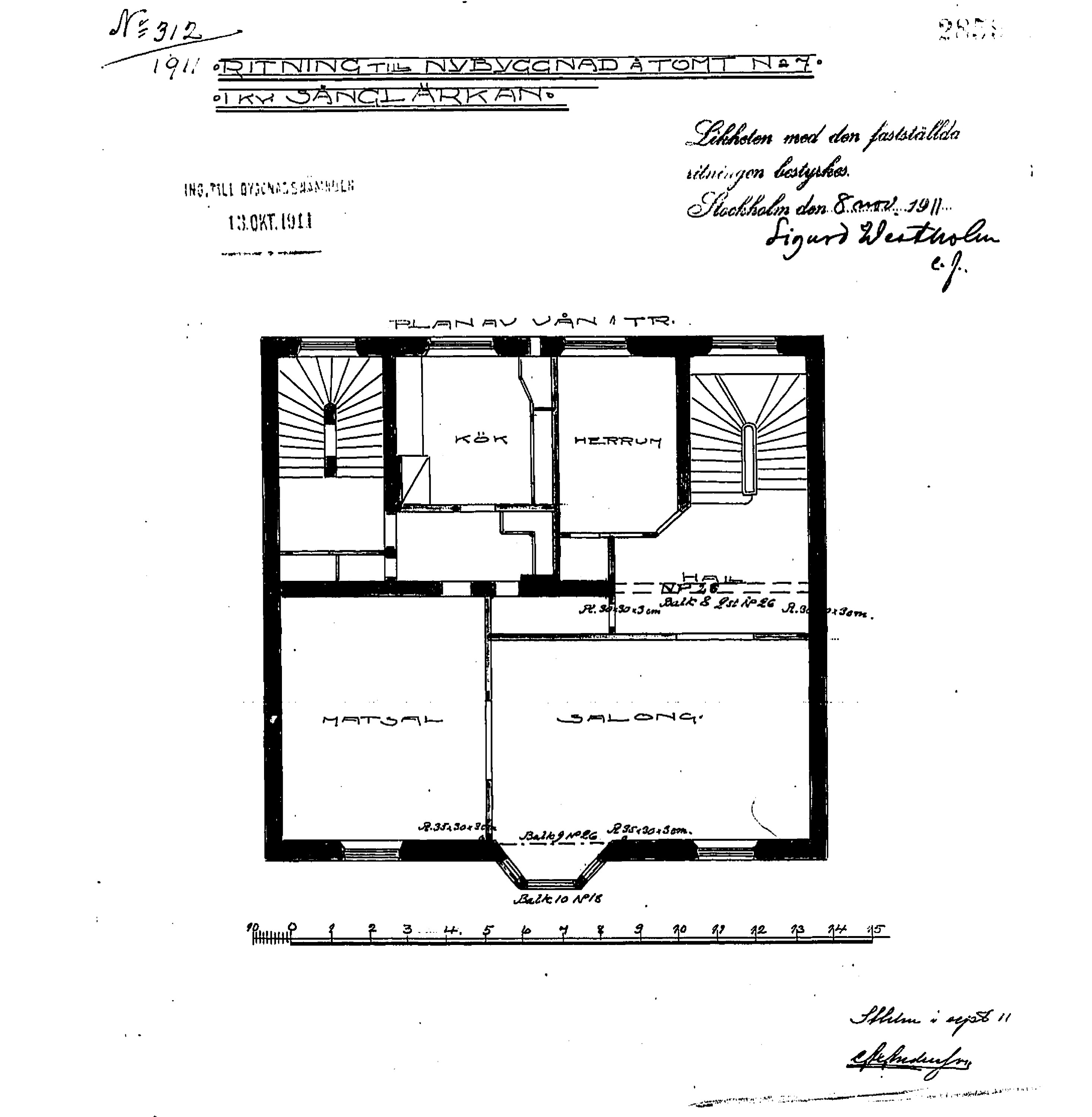
Våning 1 trappa.
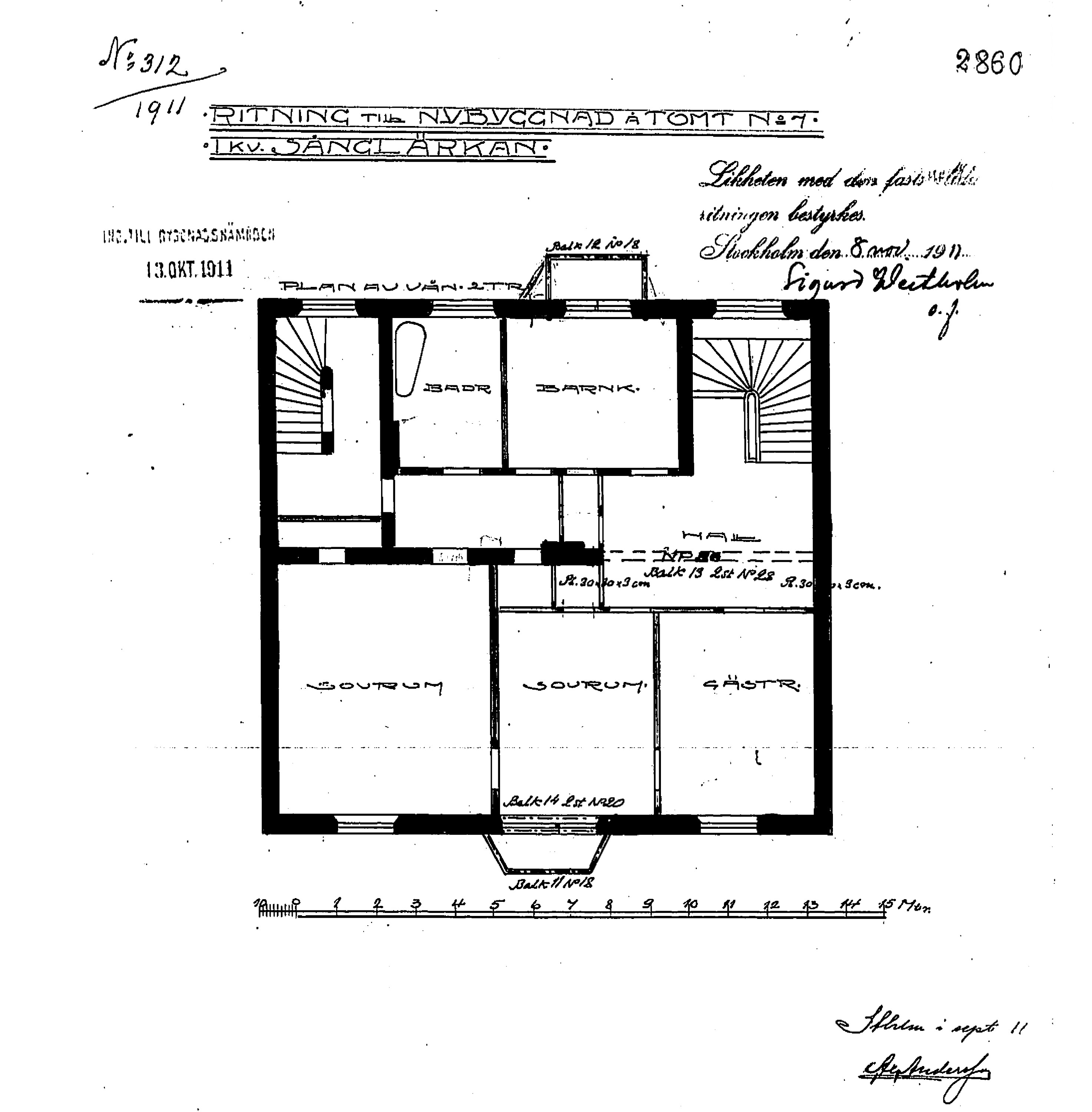
Våning 2 trappor.
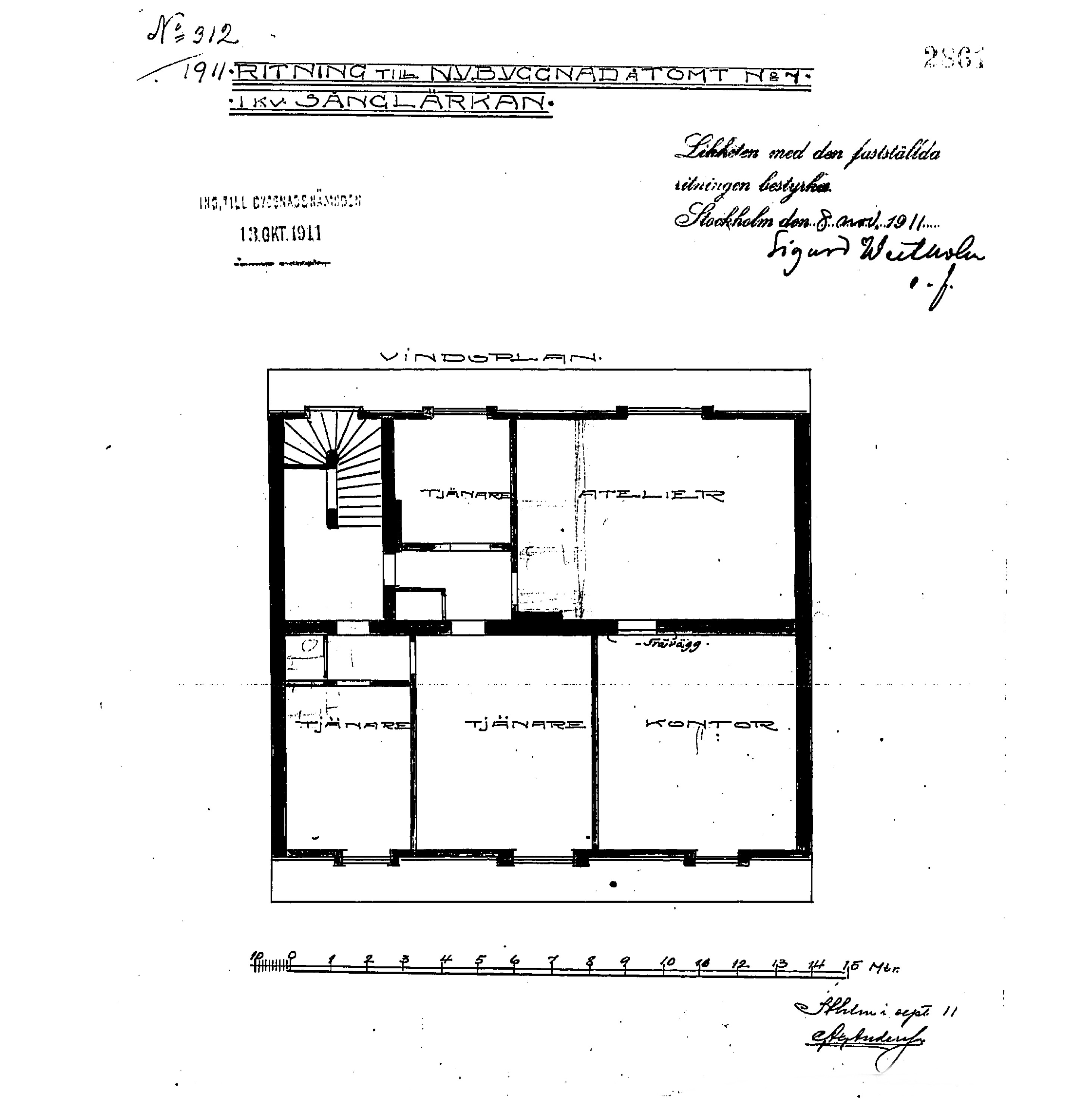
Vindsvåning.

## Referenser

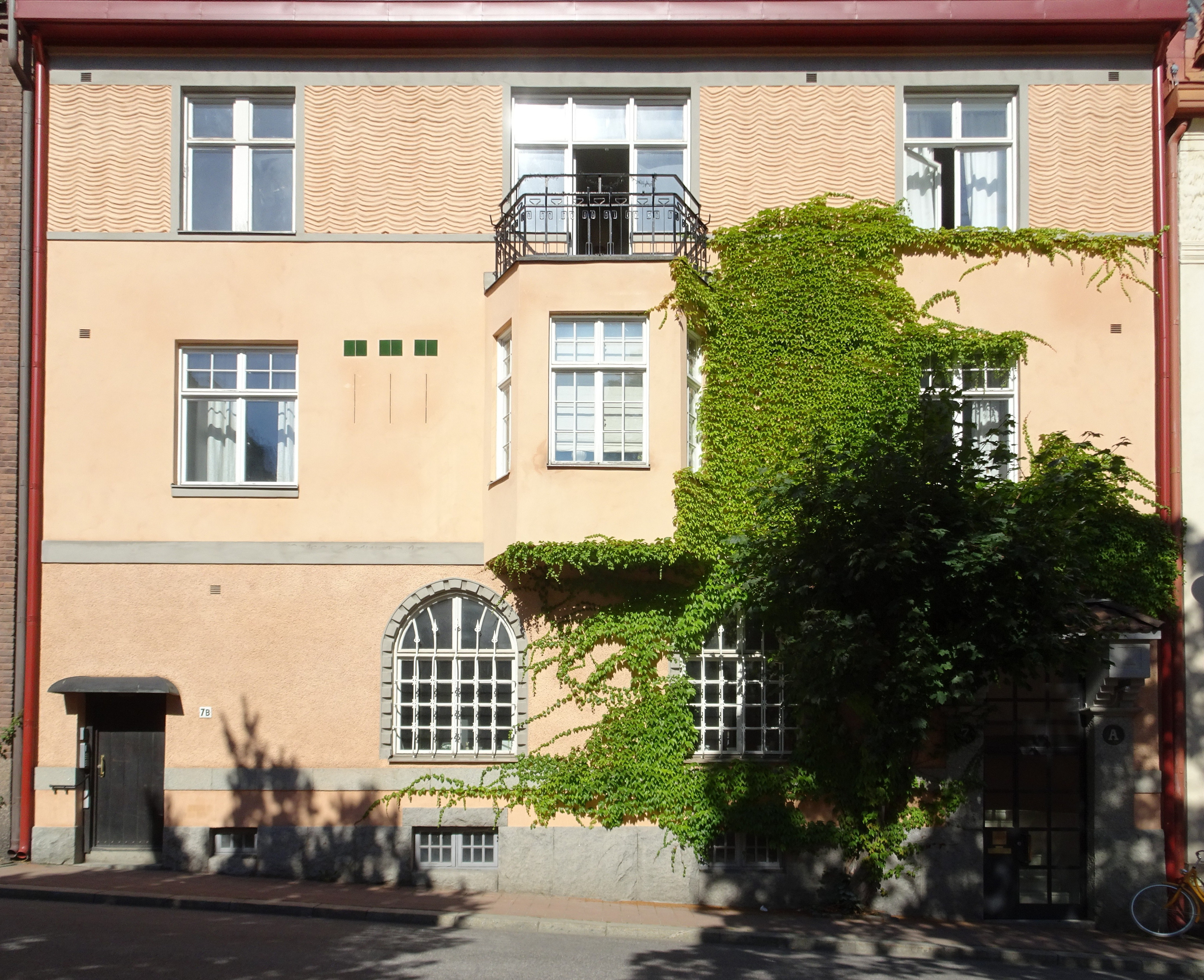
Fasad mot Baldersgatan, augusti 2022.